# Крик 3
«Крик 3» (англ. Scream 3; стилизовано как SCR3AM) — американский слэшер 2000 года, третья часть франшизы «Крик». Картину поставил Уэс Крэйвен по сценарию Эрена Крюгера, персонажи придуманы Кевином Уильямсоном. В главных ролях Дэвид Аркетт, Нив Кэмпбелл, Кортни Кокс-Аркетт, Патрик Демпси, Скотт Фоли, Лэнс Хенриксен, Мэтт Кислар, Дженни Маккарти, Эмили Мортимер, Паркер Поузи, Деон Ричмонд и Патрик Уобертон. Картина позиционировалась, как последняя часть серии фильмов «Крик». Действие происходит в Голливуде три года спустя после событий прошлой части. Убийца Призрачное лицо пытается найти Сидни Прескотт, живущую в изоляции, убивая актёров фильма «Удар ножом 3», снятого по мотивам книги Гейл Уэзерс.
В фильме присутствует больше элементов комедии и меньше кровавых сцен — американская общественность тщательно следила за насилием в кино и на телевидении после трагических событий в школе «Колумбайн». Кевин Уильямсон не смог продолжить работу над сценарием, так как был занят на других проектах — его заменил сценарист Эрен Крюгер. Премьера состоялась 3 февраля 2000 года в Лос-Анджелесе, а на следующий день картина вышла в широкий прокат. Общие сборы фильма превысили $161 миллион. Картина получила смешанные отзывы критиков и зрителей.

## Сюжет
После окончания ужасающих событий вокруг колледжа Виндзор Сидни живёт одна в безлюдном районе в Северной Калифорнии. Кошмары возвращаются к ней снова и снова, ужасные образы умершей матери преследуют её, пока она пытается наладить свою жизнь. Она работает на телефоне доверия — даёт советы женщинам, пребывающим в кризисе, но это она делает под вымышленным именем. Её местонахождение неизвестно даже её выжившим друзьям. Гейл Уэзерс стала успешным репортёром новостей благодаря книгам, которые она написала об убийствах в Вудсборо.
Фильм начинается, когда Коттон Уири, человек, ранее несправедливо обвиненный в убийстве матери Сидни, вместе со своей подругой Кристиной был убит. Подозревая, что это убийство каким-то образом связано с убийствами в Вудсборо, полицейские во главе с детективом Марком Кинкэйдом сообщают Гейл о смерти Уири, спрашивая, знает ли она что-нибудь о фотографии, найденной на месте убийства. Когда Гейл узнаёт на фото Морин Прескотт, мать Сидни, становится очевидно, что убийца вновь вернулся.
Тем временем Гейл приезжает на съёмки последнего фильма в серии «Удар ножом» — «Удар ножом 3: Возвращение в Вудсборо». Там она обнаруживает, что все декорации идентичны реальным, с которыми она столкнулась в первом фильме. Там же она встречает режиссёра фильма Романа Бриджера и актёров, которые играют людей реальной жизни, которых она знала или знает: Анжелину Тайлер — Сидни, Сару Дарлинг — Кэнди, Тома Принца — Дьюи, Дженнифер Джоли, которая играет её саму, и других. Там же она встречает самого Дьюи, консультирующего актёров.
Скоро этих актёров систематически начинают убивать в том же самом порядке, в каком они должны быть убиты в фильме «Удар ножом 3». Когда Сидни выясняет, что рядом с каждой новой жертвой убийца оставляет фотографии её матери, она решает сама разобраться в происходящем.
Когда Сидни докапывается до истины, то оказывается, что убийца — это её единоутробный брат Роман. Он родился после того, как Морин на вечеринке изнасиловал известный режиссёр Джон Милтон. Она не смогла полюбить ребёнка от насильника, который напоминал ей о пережитом кошмаре; и, уйдя из Голливуда, отказалась от него, после чего вышла замуж за отца Сидни. Морин также не признала сына и тогда, когда он уже взрослым нашёл её и рассказал ей, кто он такой.
Роман ненавидел мать и, воспользовавшись больной психикой Билли Лумиса и Стью Мэйхера, спровоцировал серию убийств в первом фильме, повлёкшую за собой убийства во втором. В конце Сидни зарезала Романа ножом для колки льда, а Дьюи сделал контрольный выстрел ему в голову.
В финале картины Сидни, Дьюи, Гейл и Марк собрались на ранчо у Сидни. Дьюи делает Гейл предложение. Сидни видит, как сквозняком открывается входная дверь — девушка решает не закрывать её, наконец отпуская свои страхи.

## В ролях
| Актёр              | Роль                            |
| ------------------ | ------------------------------- |
| Нив Кэмпбелл       | Сидни Прескотт                  |
| Дэвид Аркетт       | Дьюи Райли                      |
| Кортни Кокс-Аркетт | Гейл Уэзерс                     |
| Патрик Демпси      | Детектив Марк Кинкейд           |
| Паркер Поузи       | Дженнифер Джоли                 |
| Скотт Фоли         | Роман Бриджер / Призрачное лицо |
| Деон Ричмонд       | Тайсон Фокс                     |
| Эмили Мортимер     | Анджелина Тайлер                |
| Лэнс Хенриксен     | Джон Милтон                     |
| Дженни Маккарти    | Сара Дарлинг                    |
| Мэтт Кислар        | Том Принз                       |
| Лев Шрайбер        | Коттон Уири                     |
| Келли Разерфорд    | Кристина Гамильтон              |
| Патрик Уобертон    | Стивен Стоун                    |
| Роджер Джексон     | голос убийцы Призрачное лицо    |
| Джейми Кеннеди     | Рэнди Микс (на видео)           |
| Кэрри Фишер        | Бьянка Борнетт                  |
| Джейсон Мьюз       | Джей (камео)                    |
| Кевин Смит         | Молчаливый Боб (камео)          |

## Сценарий

### Ранний этап
«Крик 3» вышел через 2 года после второй части — одобренный бюджет значительно вырос и составил $40 миллионов (первый фильм сняли за 15, а второй — за 24). Боб и Харви Вайнштейны поручили Уильямсону написание сценария третьего фильма в начале 1999 года. У Кевина Уильямсона был контракт и на третий фильм — он изначально продавал сценарий первой части с концепцей двух последующих сиквелов. Также как и Уэс Крэйвен — после успеха первой части, он вернулся к работе над продолжениями, хотя благодаря заинтересованности студии в его работе над «Криком 3», Крэйвен получил у студии «Miramax Films» право заняться фильмом-мелодрамой «Музыка сердца» с Мэрил Стрип. Фраза Романа о том, что ему приходится снимать дурацкий ужастик вместо классической истории любви — шуточная отсылка к этому факту. В более позднем интервью Уэс Крэйвен признал, что «Крик 3» — не самая удачная часть франшизы по ряду причин, и, работая, над картиной «Крик 4» режиссёр постарался учесть ошибки, допущенные на съёмках финала трилогии.
В интервью фанатскому сайту режиссёр монтажа Патрик Люссье отметил значимость картины «Новый кошмар Уэса Крэйвена» для трилогии «Крик»: «„Новый кошмар“ проложил дорогу многим проектам. Однозначно, без этой картины не было бы и „Криков“». Действие «Нового кошмара» происходит на съёмочной площадке очередного фильма из серии «Кошмар на улице Вязов», а Фредди Крюгер преследует актёров в реальном мире; по словам обозревателя Джона Холмса, «влияние „Нового кошмара“ на „Крик“ — неоспоримо».
По словам Уильямсона, это Кэмпбелл принадлежала идея дальнейшего развития персонажа Сидни: «Я чувствую, что многие зрители чувствуют близость с Сидни, как и с Лори Строуд — со всеми, кто пережил подобную травму. Нив была очень умна, когда предложила это: „Почему бы нам не сделать её тем, кто будет помогать жертвам насилия в сиквеле?“. Это была её идея, и я думаю, что это был умный ход. Мне нравится мысль, что Сидни теперь живёт, помогая другим пережившим подобное. Вам становится близок персонаж, который тратит на это свою жизнь, понимаете? Я думаю, вы просто начинаете переживать за неё».

### Изменения Крюгера
После успеха картин «Крик», «Крик 2» и «Я знаю, что вы сделали прошлым летом», а также из-за работы над сериалом «Пустошь» и своим режиссёрским дебютом «Убить миссис Тингл» — к тому времени, фильм столкнулся с производственным адом. Приблизительно в то же время Уильямсон работал над сценариями фильмов «Факультет» и «Хэллоуин: 20 лет спустя». Не имея возможности работать над сценарием «Крика 3», Уильямсон написал набросок сценария — менее 30-ти страниц — по сюжету которого Призрачное лицо возвращалось в Вудсборо, где проходили съёмки сиквела вымышленного фильма «Удар ножом» — серии картин внутри вселенной «Крик», повторяющих события первой и второй части франшизы «Крик». Вайнштейны наняли сценариста фильма «Дорога на Арлингтон» Эрена Крюгера, чтобы тот написал полноценный текст на основе набросков Уильямсона — Крюгеру пришлось делать это уже после того, как начались съёмки.
Крюгер согласился написать сценарий «Крика 3», так как хотел поработать с Крэйвеном и руководством «Miramax»:
Когда ты переписываешь чей-то сценарий — это всегда чужое детище. Это не то же самое, что писать текст самому. Поэтому в такой ситуации важно, с кем ты будешь работать и у кого учиться. Ответы на эти вопросы дают тебе много стимулов согласиться на проект, вроде этого.
Чтобы погрузиться во вселенную фильмов, Крюгер перечитал сценарии к первому и второму фильмам, и пересмотрел законченные варианты обеих картин. В одном из интервью, Крюгер отметил, что он смог показать главных героев такими, какими они были задуманы изначально потому, что он не участвовал в их проработке. Ранние версии сценария изображали Сидни Прескотт более похожей на героиню актрисы Линды Гамильтон в фильме «Терминатор 2: Судный день» — она была героиней боевика, но вмешался Крэйвен, вернувший Сидни к её истокам. По словам Крюгера, многое в сценарии «Крика 3» было придумано Крэйвеном, хотя его имя не указано в соавторах текста. Как и в случае с «Криком 2», некоторые сцены дописывались в день их съёмок, а часть эпизодов переписывались, чтобы вставить в них других персонажей или полностью поменять сюжет, когда авторы понимали, что эпизоды не стыкуются друг с другом.

### Нереализованная задумка Уильямсона
Незадолго до начала съёмок картины произошла трагедия в Колорадо — массовое убийство в школе «Колумбайн», и это привело к тому, что многие общественные организации стали активно обсуждать влияние кино и видео-игр на зрителей. Перед студией стал вопрос — стоит ли снимать картину сейчас, рискуя поставить под удар её успех в свете последних событий — и боссы приняли решение приступить к съёмкам, но внести в сюжет изменения, особенно это относилось к сценам насилия: руководство подошло к этому вопросу более чутко, чем в работе над двумя первыми фильмами — в какой-то момент требовали от создателей сделать акцент на юморе и сатире, а также вырезать из фильма (и сценария на стадии разработки) все кровавые сцены. Эти требования получили жёсткий ответ Крэйвена — по словам сценариста Эрена Крюгера, режиссёр сказал: «Вы должно быть шутите? Либо снимаем фильм под названием „Крик“, либо снимаем фильм и называем его по-другому. У „Крика“ есть определённые стандарты».
Производство третьей части шло тяжелее: кроме событий в школе «Колумбайн» внимание общественности привлекали участившиеся отдельные акты жестокости, ответственность за которые часто ложилась на фильмы, и к «Крику 3» было привлечено пристальное внимание, в результате чего от многих сюжетных задумок Уильямсона отказались, том числе сменили место действия с Вудсборо на Голливуд; это было сделано в том числе и потому, что Крюгер считал, что «финал должен происходить в месте гораздо больше, чем старшая школа или колледж». Кроме того, возвращение в школу — как к ключевой локации для событий фильма — могло вызвать нежелательные ассоциации с трагедией в «Колумбайн» и критику фильма, релиз которого должен был состояться менее чем через год после трагедии.
В одном из интервью актёр Мэттью Лиллард рассказал, что он должен был сыграть важную роль в третьей части — находясь в тюрьме, Стю, переживший финал первого фильма, управлял культом школьников, одержимых фильмами «Удар ножом», но после событий в школе Колумбайн, руководство студии отказалось от идеи: «Задумка была в том, что я дирижировал всей историей из тюрьмы — неизвестные нападали на школы. Но случился Колумбайн. За шесть недель до начала съёмок, и они полностью изменили историю».
В интервью 2013 года Уильямсон пролил свет на некоторые детали своего сюжета — в частности убийцами была большая группа школьников из фан-клуба «Удара ножом», а в одной из финальной сцен Сидни входит в дом после того, как Призрачное лицо убил всех, а затем жертвы оживают — на самом деле никто не погиб, и они спланировали всё с самого начала. Позже он реализовал эту задумку в одном из сюжетов сериала «Последователи» 2017 года. Также в одной из ранних версий сценария помощницей Романа была актриса Анджелина Тайлер (Сидни в серии фильмов «Удар ножом») — её персонаж был любовницей молодого режиссёра, а также бывшей одноклассницей Сидни по имени Энджи Крик.

## Кастинг

### Старые персонажи
Нив Кэмпбелл, Кортни Кокс, Дэвид Аркетт и Лев Шрайбер вернулись к своим ролям Сидни Прескотт, Гейл Уэзерс, Дьюи Райли и Коттона Уири — их герои пережили события первых двух фильмов. По словам Крэйвена, их было нетрудно уговорить сняться в «Крике 3», однако возросшая популярность и занятость на других проектах диктовали свои условия. Так, Кэмпбелл заключила специальное соглашение на съёмки, исходя из которого все сцены с её участием должны были быть сняты в течение 20 дней, и как следствие, у Сидни стало меньше экранного времени — помимо роли в «Крике», Нив приходилось играть в фильме «Утопим Мону» и телесериале «Нас пятеро». У актрисы были длинные волосы в «Утопим Мону», поэтому в «Крике 3» ей приходилось носить парик. Кокс и Аркетт незадолго до начала производства картины поженились — они прервали свой медовый месяц для съёмок, а в титрах к фамилии актрисы была прибавлена фамилия её нового мужа — «Кокс-Аркетт».
Джейми Кеннеди появился в эпизодической роли Ренди Микса — авторы сразу приняли решение так или иначе вернуть героя в третью часть. Герой Тайсон Фокс предположил, что убийца — маньяк, мстящий за смерть Ренди во второй части «Удара ножом». Уэс Крэйвен и студия получили множество гневных писем и отзывов из-за гибели персонажа, поэтому в первоначальной версии сценария присутствовала сюжетная линия, в которой выяснялось, что Ренди выжил после событий второй части — его родители увезли сына подальше от ужасных событий, чтобы помочь ему восстановиться физически и морально; но, в конце концов, авторы посчитали этот сюжетный ход с «воскрешением» неправдоподобным и решили вернуть персонажа в финальную часть трилогии другим способом.
Роджер Джексон вновь озвучил Призрачное лицо. У Лин МакКрии, чьи фото появились в первой и второй части трилогии, наконец появились сцены в роли матери Сидни, Морин Прескотт. Лоуренс Хехт появился в роли отца Сидни.

### Новые герои
Большинство второстепенных персонажей — актёры и члены съёмочной группы фильма «Удар ножом 3: Возвращение в Вудсборо». Мэтт Кислар сыграл актёра Тома Принза (по сюжету он играл Дью). Кислар пробовался на роль Билли Лумиса в первой части. Английская актриса Эмили Мортимер сыграла Анджелину Тайлер (Сидни); вскоре после начала съёмок Мортимер пришлось улететь в Ванкувер, где она смогла получить разрешение на работу на территории Соединённых штатов Америки. Дженни Маккарти досталась роль Сары Дарлинг, Деону Ричмонду — роль Тайсона Фокса. Лэнс Хенриксен сыграл продюсера Джона Милтона, а Патрик Демпси — детектива Марка Кинкейда — он был утверждён на роль всего за один день до начала съёмок, и у него была ночь, чтобы выучить свои реплики в трёх длинных сценах. Патрик Уобертон воплотил образ телохранителя Дженнифер, Стивена Стоуна. Келли Разерфорд получила роль актрисы Кристин Гамильтон, подружки Коттона Уири, когда съёмки уже стартовали и сценарий переписывался по ходу — в первоначальной версии открывающей сцены, появление актрисы в кадре не предусматривалось, Коттон находил женский труп, который изображал специально созданный манекен.
Скотт Фоли сыграл режиссёра Романа Бриджера — это его первая роль в большом кино; по словам актёра, он узнал о том, что его персонаж — главный злодей фильма, ближе к концу съёмок: "Когда я получил роль, никто мне об этом не сказал — прошло две недели съёмок, и продюсер Марианн Маддалена, годами работавшая с Уэсом Крэйвеном, подошла ко мне и спросила: «Ты ведь в курсе, правда?». «В курсе чего? На площадке раздают хот-доги и сувениры? Или что?», а она отвечает: «Ты — убийца». Я такой — «О! Круто!», а потом пошёл в свою комнату и подумал: «О, Боже, боже, боже! Как это круто! Сниматься в „Крике“ и быть убийцей»".
По слухам, на роль Кристин рассматривались кандидатуры Алисии Сильверстоун, Кейт Уинслет, Шэннен Доэрти, предполагалось также, что Бен Аффлек и Джейми Ли Кёртис появятся в эпизодах-камео. Каризма Карпентер проходила прослушивание на одну из ролей. Также на обложке кассеты с фильмом «Печаль пустыни» 1998 года указано, что Кейт Хадсон играла в «Крике 3» — кандидатура Кейт действительно рассматривалась, однако продюсеры роли ей не дали.

### Дженнифер Джоли
Паркер Поузи сыграла ещё одного нового персонажа в финале трилогии — актрису Дженнифер Джоли (Гейл Уэзерс в фильме «Удар ножом 3»). Поузи призналась в одном из интервью, что «ни разу не смотрела „Крик 3“ — даже на премьере, а слушала реакцию зрителей снаружи зала». Кроме того, когда Гейл бьёт Дженнифер по лицу — Кокс на самом деле ударила Поузи, съёмки этого эпизода проходили рано утром. Спустя 20 лет в интервью порталу «toofab» актриса сказала: «Прежде всего, я рада слышать, что она в сети её любят. Думаю, что фанатам она нравится потому, что я был забавной и непочтительной. Кроме того, возможность увидеть настоящую Гейл вместе с актрисой, играющей её — это дополнительное удовольствие от последней части трилогии. […] Создатели чувствовали зрителей, которые были готовы к такого рода фильмам».
Также Поузи отметила, что Крэйвен был «добрым и умным»: «Я очень уважала его. Я нервничала, берясь за роль, в которой мне пришлось бы постоянно испытывать страх и бегать. Я была за границей больше года и прилетела в Голливуде, чтобы, как я надеялась, получить оплачиваемую работу — и у меня получилось. Я была счастлива вписаться в студийную систему. Мы говорили о том, почему люди хотят вместе кричать во время просмотра, для чего есть место в фильмах, для этого катарсиса. Зрители будут вместе кричать, а затем смеяться».
Своего персонажа актриса описала так: «Насколько отчуждена Дженнифер Джоли, чтобы позволить себе быть третьим лишним? Мне нужно было понять это. Итак, она актриса, увлеченная ролью и неспособная отпустить её. Я видел её архетипической дурой, отказывающейся или неспособной понять реальность и вместо этого входящей в неё, оживляя её — спонтанно оседлав хаос вместо того, чтобы прийти в себя и направиться в безопасное место. Например, когда я прыгнула в объятия своего охранника — убегаю, но мне некуда идти. Она продолжает бежать в страхе».
Несмотря на комичность персонажа, Крэйвен требовал серьёзной игры в сцене гибели Дженнифер: «Перед тем, как снимать сцену моей смерти, Уэс подошел ко мне, чтобы убедиться, что я собираюсь играть её серьёзно. Конечно, я сказала „да“, и мне было действительно страшно. Я не хотела умирать. Я почувствовала облегчение, что всё закончилось быстро, всего за два дубля. Наш каскадёр под маской поддерживал и заботился о моём эмоциональном состоянии. То, что она умирает за двусторонним зеркалом — они не могут её видеть, но она может видеть их — было для неё блестящим и поэтичным способом попасть в ловушку и погибнуть. Она не умела жить в реальности». Ещё одним важным опытом для актрисы стало знакомство с Кэри Фишер: «Она была такой смешной. Я помню, как восхищалась её нарциссизмом и весельем — она была такой интересной и щедрой. Без „масок“, такая как есть. Я смеялась всё время, что мы снимали эту сцену».

### Камео
Кэрри Фишер сыграла администратора архива Бьянку — она говорит Гейл и Анджелине, что знает о своём сходстве с актрисой Кэрри Фишер и даже пробовалась в своё время на роль принцессы Леи в «Звёздных войнах», но не получила её, так как Фишер переспала с Джорджом Лукасом. Джейсон Мьюз и Кевин Смит сыграли Джея и молчаливого Боба в одной из сцен, когда Гейл идёт по студии. В этой же сцене появляется Уэс Крэйвен — он сыграл туриста с видео-камерой во время экскурсии по студии за спиной Джея и Молчаливого Боба. Хезер Матараццо сыграла Марту Микс, сестру Ренди — её персонаж появится также в пятой части франшизы. Мэттью Лиллард и Скит Ульрих озвучили Призрачное лицо, когда он имитирует Стю и Билли из первой части. Нэнси О’Делл вновь исполнила роль журналистки в эпизоде. Режиссёр Роджер Корман сыграл одного из боссов студии «Sunrise».

## Производство

### Съёмки
Основные съёмки стартовали 6 июля 1999 года в окрестностях Лос-Анджелеса при бюджете 40 миллионов долларов и завершились 29 сентября того же года — они длились 12 недель. Большая часть работы проходила в долине Сан-Фернандо, парке МакАртур, Беверли-Хиллз, окрестностях Голливудских холмов, а также в Силвер-Лейк. Дом, в котором живёт Сидни, находится в каньоне Топанга. Вступительную сцену с Коттоном снимали на Голливудском бульваре, а квартира персонажа находится в Харпер-Хаус в Западном Голливуде по адресу «1336 Harper Avenue», часть сцены переснимали на студии в долине Сан-Фернандо. В своей первой в фильме сцене Гейл выступает перед аудиторией — эпизод снимали в Калифорнийском университете в Лос-Анджелесе, также использовавшийся в качестве зала колледжа Виндзор в «Крике 2». Вымышленной студией «Sunrise» стала площадка «CBS Studio Center» в Студио-Сити в Сан-Фернандо, а дом Дженнифер находится на Голливудских холмах в парке Раньон-Каньон. Съёмки финальной сцены проходили в поместье Кэнфилд-Морено, который также был задействован в съёмках фильма «Хэллоуин: 20 лет спустя» в качестве старшей школы.
В январе 2000, три месяца спустя после окончания основных съёмок фильма, финал картины пересняли, так как первоначальную концовку посчитали неудовлетворительной. В ней Сидни с лёгкостью победила Романа, ближе к утру на место преступления прибывает полиция, а героиня отправляется к себе домой. Боссы посчитали, что финальная часть должна посеять больше тревоги у зрителей, и победа главной героини не должна даваться ей легко. В расширенной версии финала Роман стреляет в Сидни — зрители верят, что выстрел был смертельным; также в отснятой версии появился детектив Марк Кинкейд, который изначально отсутствовал в сцене — руководство студии поставило в тупик, что в определённый момент персонаж просто исчезает из истории.

### Причёска Гейл
Спустя многие годы актриса Кортни Кокс призналась, что выбор причёски для её героини был не самым удачным в третьей части: «Я старалась придумать новый образ для каждой части. Но этот был слишком грубым, уродливым и чересчур „кричащим“». В какой-то момент она стала причиной многочисленных шуток как среди поклонников франшизы, так и её создателей. В одном из интервью Дэвид Аркетт признался, что повлиял на выбор причёски Кокс: "Чёлка была моей ошибкой. Должен признать, я подумал: «О, ты должна сделать стрижку, как у Бетти Пейдж, знаешь, чтобы было немного похоже. Это была моя вина. Полностью беру на себя ответственность. Я имею в виду, что на площадке работали профессиональные парикмахеры, конечно. И они, на самом деле, не пытались сделать Бетти Пейдж один в один, её дурацкую чёлку. В этом и была идея. Они пробовали разные варианты. Но не стоило. Надо было идти до конца. Вы не можете делать такие вещи лишь наполовину».

## Постпродакшн

### Монтаж и удалённые сцены
Уже на стадии монтажа Уэс Крэйвен вновь столкнулся с проблемой присвоения рейтинга от американской киноассоциации — в одном из интервью того времени, Крэйвен даже говорил, что по этой причине подумывает отказаться от съёмок фильмов этого жанра. Из фильма было вырезано несколько сцен — 4 из них получили релиз на DVD в разделе бонусных материалов:
- Две альтернативные версии вступительной сцены с Коттоном Уири.
- Разговор Сары Дарлинг в исполнении Дженни МакКарти с охранником студии «Sunrise».
- Альтернативный финал, в котором Сидни прячется от Романа, готовясь нанести удар.

В ноябре 2022 года известный среди фанатов кино инсайдер, пользователь «Твиттер» под ником ViewerAnon опубликовал на своей странице скриншоты из видео, на котором убийца в костюме загружает голоса Сидни Прескотт, Коттона Уири, Дьюи Райли, Романа Бриджера и Морин Прескотт в устройство. В начале этого же года сцена была упомянута в статье издания «Fangoria» вместе с альтернативным эпизодом с сестрой Рэнди, Мартой Микс — её сыграла другая актриса, а персонажа звали Поузи (англ. Posey); многие сцены были укорочены — включая монологи Рэнди на видеозаписи, изоляция Сидни в домике в горах, её разговор с отцом. Кроме того, сцена разговора Дьюи с актёрами на съёмочной площадке фильма была длиннее.
Пользователь ViewerAnon также рассказал, что у него есть рабочая версия фильма, датированная октябрём 1999 года и продолжительностью 142 минуты под названием «Assembly Cut». Ссылка на видео была опубликована на фанатском сайте scream-thrillogy.com, но позже удалена; сейчас видео доступно на сайте archive.org. Удалённые диалоги и эпизоды не привносят важных изменений в сюжет или структуру фильма, но лучше раскрывают мысли и взаимоотношения персонажей — основные отличия рабочей версии от кинотеатральной:
- Призрачное лицо говорит Коттону: «Тебя отменили» (англ. You've Been Cancelled)
- Сидни кричит на свою собаку после новостей о смерти Коттона, потом извиняется перед ней.
- Зрители узнают, как Марта пробралась на территорию студии — она пробралась на площадку незаметно вместе с участникам игрового шоу.
- Сцена убийства телохранителя Дженнифер, Стоуна, немного длиннее.
- Дьюи, Гейл и Дженнифер обсуждают Милтона в машине по дороге на его вечеринку; кроме того, действие сцены происходит в дневное время.
- Встреча Гейл и Дженнифер с Бьянкой в архиве длиннее — Дженнифер много передразнивает Гейл в этих эпизодах.
- Сразу после этого эпизода появляется сцена, в которой убийца загружает голоса героев в модулятор.
- Между Дьюи и Гейл больше реплик, отражающих их возрождающийся роман.
- Сара едет на студию.
- Детектив Марк Кинкейд не появляется в третьем акте на вечеринке.
- В финале Роман не стреляет в Сидни, поэтому  эпизод с бронежилетом отсутствует в этой версии.
- В сценах-перебивках с планам города использованы другие кадры.

### Музыка Белтрами
Музыку к третьей части написал Марко Белтрами, работавший над «Криком» и «Криком 2». В этот раз в оркестре было задействовано больше музыкантов, чтобы добавить финалу более мощное звучание, при этом он использовал необычные техники — ускорения и замедления записей, добавления необычных звуков и их модификации — таким образом он хотел добиться потусторонней жуткой атмосферы. Кроме того, в музыкальном сопровождении часто слышен вокал — в этот раз он также был усилен по сравнению с появлениями в первых двух фильмах. По слухам, Белтрами был вынужден нанять больше музыкантов, чтобы закончить работы над фильмом в сжатые сроки заказа. Работая над композицией «Sid Wears A Dress», Белтрами вновь вдохновлялся музыкой Ханса Циммера из фильма «Сломанная стрела».

## Продвижение
«Крик 3» позиционировался как последний фильм серии, выходившей с 1996 года — следующая часть вышла спустя 11 лет после финала трилогии. Официальный сайт был оформлен в стиле сайта к вымышленной кинокартине «Удар ножом 3» — на его страницах можно было найти информацию о съёмках и звёздах «Удара ножом», а также новости о несуществующей студии «Sunrise», где происходит действие фильма «Крик 3». Журнал «Entertainment Weekly» опубликовал большую статью «The Last Scream» и поместил на обложку трёх центральных персонажей — Нив Кэмпбелл, Дэвида Аркетта и Кортни Кокс — в выпуске от 4 февраля 2000 года.

### Слоганы
В рекламных роликах и театральных плакатах использовались слоганы:
- «Самый громкий крик — последний…» (англ. The Final Scream Is Going To Be The Loudest).
- «Миллениум начинается с крика!» (англ. The Millennium Starts With Scream, англ. The Millennium Starts Screaming)
- «Самый страшный крик — последний…» (англ. The Most Terrifying Scream Is Always The Last, англ. The Last Scream Is Always The Scariest)
- «Добро пожаловать в последний акт!» (англ. Welcome To The Final Act).
- «Следуй правилам трилогии… или умри» (англ. Obey The Rules Of The Trilogy... Or Die).
- «Чтобы жить в будущем, Сидни Прескотт должна оглянуться на прошлое…» (англ. In Order For Sidney Prescott To Survive The Future She Must Look To The Past).
- «Кто-то зашёл слишком далеко в своей любви к трилогиям…» (англ. Someone Has Taken Their Love Of Trilogies One Step Too Far).
- «Лучший крик — последний. Молись, чтобы это был не твой крик» (англ. The Best Scream Is Always The Last One. Just Hope The Last One Isn't Your Own).
- «Некоторые тайны лучше не раскрывать до самого конца…» (англ. There's Just Some Secrets You Can't Reveal 'Till The Very End).
- «Крик 3. Главный ужастик миллениума» (англ. Scream 3: The Scare Of The Millennium!).
- «Правила трилогии. Часть первая устанавливает правила. Вторая часть меняет их. В третьей части — забудь о правилах» (англ. Rules Of A Trilogy: Chapter One Sets The Rules. Chapter Two Bends The Rules. But In The Finale... Forget The Rules).

### Саундтрек
| Год  | Чарт             | Место |
| ---- | ---------------- | ----- |
| 2000 | US Billboard 200 | 32    |

Альбом с песнями из фильма выпустил лейбл «Wind-up Records» 25 января 2000 года — в него вошли 18 композиций в жанре «металл» таких групп, как «System Of A Down», «Slipknot», «Powerman 5000», «Full Devil Jacket», «Godsmack», «Sevendust», «Incubus», «Static-X» и «Coal Chamber» и др. 23 февраля 2000 года было продано 500 тысяч копий альбома — релиз стал более популярным, чем музыка ко второй части: альбом продержался 14 недель в чарте «Billboard 200», поднявшись до 32-й строчки. На портале AllMusic оценка альбома — 2.5 из 5. Обозреватель Стив Хью отметил, что «альбом собрал лучших исполнителей жанра», что делает его весьма «сносным и пригодным для прослушивания». Альбом появился в продаже iTunes 1 февраля 2012 года.
| №                   | Название                          | Автор(ы)                     | Artist              | Длительность |
| ------------------- | --------------------------------- | ---------------------------- | ------------------- | ------------ |
| 1.                  | «What If»                         | Scott Stapp, Mark Tremonti   | Creed               | 5:19         |
| 2.                  | «Wait and Bleed (Terry Date Mix)» | Corey Taylor, Paul Gray      | Slipknot            | 2:32         |
| 3.                  | «Suffocate»                       | Finger Eleven, Arnold Lanni  | Finger Eleven       | 3:50         |
| 4.                  | «Spiders»                         | Serj Tankian, Daron Malakian | System of a Down    | 3:36         |
| 5.                  | «Automatic»                       | American Pearl               | American Pearl      | 3:34         |
| 6.                  | «Fall»                            | Clint Lowery, Morgan Rose    | Sevendust           | 5:22         |
| 7.                  | «Time Bomb»                       | Sully Erna                   | Godsmack            | 3:59         |
| 8.                  | «Tyler's Song»                    |                              | Coal Chamber        | 2:51         |
| 9.                  | «So Real»                         |                              | Static-X            | 5:42         |
| 10.                 | «Crowded Elevator»                |                              | Incubus             | 4:44         |
| 11.                 | «Debonaire»                       |                              | Dope                | 2:34         |
| 12.                 | «Sunburn»                         | Carl Bell                    | Fuel                | 4:25         |
| 13.                 | «Get On, Get Off»                 |                              | Powerman 5000       | 3:37         |
| 14.                 | «Wanna' Be Martyr»                |                              | Full Devil Jacket   | 3:23         |
| 15.                 | «Dissention»                      |                              | Orgy                | 3:32         |
| 16.                 | «Crawl»                           |                              | Staind              | 4:32         |
| 17.                 | «Click Click»                     |                              | Ear2000             | 3:15         |
| 18.                 | «Is This the End»                 |                              | Creed               | 6:15         |
| Общая длительность: | Общая длительность:               | Общая длительность:          | Общая длительность: | 73:11        |

## Релиз

### Кассовые сборы
Премьера картины состоялась 3 февраля 2000 года в кинотеатре «AMC Theatres Avco» в городе Уэствуд в Калифорнии, а зрители увидели картину в прокате на следующий день.
Картина установила рекорд в премьерные выходные февраля 2000 года по количеству экранов в США — 3 467, став 7-й самой широкой премьерой фильма возрастной категории «R». Позже в том же году этого показателя добилась картина «Миссия невыполнима 2» — стартов на 3 653 экранах. В первые выходные фильм собрал $34 713 342, став лидером проката — это 11 самый успешный прокат премьерных выходных в феврале. Сборы в США достигли отметки $89,1 миллиона и $72,7 миллиона за рубежом — общие сборы превысили $161,8 миллиона. «Крик 3» стал вторым наименее успешным фильмом франшизы — с меньшим результатом сборов лидирует «Крик 4».
| Релиз (США)                                 | Бюджет (предположительный) | Сборы       | Сборы       | Сборы        | Позиция        | Позиция            | Позиция                |
| Релиз (США)                                 | Бюджет (предположительный) | США         | За рубежом  | Мировые      | По итогам года | За всю историю США | За всю мировую историю |
| ------------------------------------------- | -------------------------- | ----------- | ----------- | ------------ | -------------- | ------------------ | ---------------------- |
| 4 февраля 2000                              | $40 000 000                | $89 143 175 | $72 700 000 | $161 843 175 | #27            | #548               | #616                   |
| Примечания: информация на апрель 2011 года. |                            |             |             |              |                |                    |                        |

### Критика
Фильм получил смешанные отзывы критиков и зрителей, называющих фильм «самым слабым в серии». На сайте «Rotten Tomatoes» рейтинг фильма составляет 41 % на основе 127 обзоров, средняя оценка — 5.20 из 10: «Несмотря на несколько сюжетных сюрпризов, фильм откатывает франшизу к основным формулам ужастика и ряду клише». На сайте «Кинопоиск» у фильма рейтинг 6.407 на основе 33 044 оценок зрителей; на «Internet Movie Database» — 5.6 из 10 на основе оценок 136 871 пользователей (на февраль 2022). На «Metacritic» фильм получил 56 из 100, что указывает на «в целом средние или смешанные отзывы». Зрительская оценка на «CinemaScore» — «B» по шкале от «A+» до «F».
Обзор «Time Out London» был преимущественно негативным: «Мета-жанр выглядит в „Крике 3“ на фоне другого проекта Уэса Крэйвена — „Нового кошмара“ 1994 года». Роджер Эберт написал, что «персонажи схематичны», но оценил игру Кемпбелл: «Камера любит её, она могла стать настоящей звездой». Обзор «Los Angeles Times» был более благосклонным: «Местами фильм довольно страшный и умудряется удивлять», а в обзоре BBC отметили, что «фильм более эффектный, если смотреть на него как на финал трилогии». На этом же сделали акцент и в обзоре «Variety»: «Крэйвен нашёл довольно хитрый способ для финального занавеса им же созданной серии фильмов, вдохновивших других киношников», а «Empire» назвал финал истории «удовлетворительным, хотя она быстро исчерпала себя».

### Скандал с Вайнштейном
В свете событий, связанных с одним из исполнительных продюсеров фильма, Харви Вайнштейном, многие издания начали проводить параллели между действиями босса студии с темой абьюза, затронутой в фильме — в частности сюжетную линию совращения матери главной героини Сидни, Морин Прескотт, влиятельными мужчинами Голливуда. В 2017 году Кристен Юнсу отметила, что персонаж Джон Мильтон — его сыграл Ленс Хенриксен — использует молодых актрис. В 2019 году монтажёр фильма Патрик Люссьер вспомнил эту сюжетную линию и взгляд Крэйвена на неё: «Уэсу определённо был нужен этот персонаж — он не был злодеем картины как таковым, но определённо стал движущей силой и мотивацией убийцы. Его поведение даёт начало цепочке событий, лёгших в основу всей трилогии».
В 2020 году Адам Уайт написал, что «фильм стал разгневанным обличителем сексуальной подноготной Голливуда, хищных мужчин и тех, кто проводит отбор актёров». В фильме описывается несколько случаев, когда актрисы получают роль в фильме «Удара ножом», переспав с режиссёром и продюсером картины — речь идёт о героинях Дженнифер Джоли (её играет Паркер Поузи) и Анджелины Тайлер (роль Эмили Мортимер); в другой сцене Кэрри Фишер играет администратора архива Бьянку, очень похожую на звезду «Звёздных войн»: «Я была очень близка к тому, чтобы получить роль принцессы Леи, но кому она в итоге досталась? Той, что переспала с Джорджем Лукасом». В статье Уайт также вспоминает, что актриса Роуз Магоун, звезда первой части, обвинила Вайнштейна в изнасиловании; это произошло в одном из отелей за год до выхода «Крика» — в 2017 году актриса получила $100 000 компенсации.
В статье «SyFy Wire» Эмма Фрейзер писала, что персонаж Морин Прескот попеременно носит ярлыки «шлюхи» и «жертвы». По мнению Фрейзер, «фильм может стать интересным взглядом на преступления, совершённые в индустрии кино, а также связи жанра ужасов с темой секса».

### Награды и номинации
Актёры и съёмочная группа фильма получили несколько номинаций и кинопремий:
| Год  | Награда                          | Категория                 | Номинант                   | Результат |
| ---- | -------------------------------- | ------------------------- | -------------------------- | --------- |
| 2000 | Премия канала MTV                | Лучшая комедийная роль    | Паркер Поузи               | Номинация |
| 2000 | Премия канала MTV                | Лучшая женская роль       | Нив Кэмпбелл               | Номинация |
| 2000 | Teen Choice Awards               | Лучшая экранная химия     | Кортни Кокс и Дэвид Аркетт | Победа    |
| 2000 | Teen Choice Awards               | Лучший злодей             | Скотт Фоли                 | Победа    |
| 2000 | International Monitor Awards     | Лучший графический дизайн | Адам Бламинг               | Победа    |
| 2000 | Bogey Award (Германия)           | Лучший фильм ужасов       | Крик 3                     | Победа    |
| 2001 | Blockbuster Entertainment Awards | Лучший актёр ужасов       | Дэвид Аркетт               | Победа    |
| 2001 | Blockbuster Entertainment Awards | Лучшая актриса ужасов     | Нив Кэмпбелл               | Победа    |
| 2001 | Blockbuster Entertainment Awards | Лучшая актриса ужасов     | Кортни Кокс                | Номинация |
| 2001 | Fangoria Chainsaw Awards         | Лучшая женская роль       | Паркер Поузи               | Победа    |
| 2001 | Сатурн                           | Лучший релиз на видео     | Крик 3                     | Победа    |

### Выход на видео
В США фильм вышел на VHS и DVD 4 июля 2000 года, издатель — «Buena Vista Home Video», и был переиздан 24 октября того же года. Издание «Collector’s Edition» на DVD включало удалённые сцены, неудавшиеся дубли, аудиокомментарии, несколько музыкальных видео, трейлеры и текстовые биографии актёров и создателей. После выхода третьей части вся серия была издана под названием «The Ultimate Scream Collection» компанией «Dimension Films» 26 сентября 2000 — в релиз вошёл кроме ранее опубликованных материалов короткий документальный фильм «Behind The Scream». В 2001 году DVD с фильмом получило номинацию на премию «Saturn Award» за лучший релиз на видео, но уступил мультфильму «Принцесса Мононоке». До 2001 года фильм не издавался в Европе и Японии — 26 февраля на этих рынках его выпустила компания «Buena Vista Home Entertainment»; релиз каждой части содержал бонусные материалы «Collector’s Edition» с американского издания. Все три фильма в одной коробке под названием «Scream Trilogy» поступили в продажу в тот же день. На Blu-ray фильм вышел 29 марта 2011 года вместе с двумя первыми частями за 2 недели до выхода в кинопрокат «Крика 4» — релиз также содержал ранее опубликованные дополнительные материалы:
- Аудио-комментарии режиссёра Уэса Крэйвена, продюсера Марианн Маддалены и режиссёра монтажа Патрика Люссье
- Удалённые сцены (13:33) с возможностью прослушать комментарии Крэйвена, Маддалены и Люссье
- Альтернативный финал (10:02) с возможностью прослушать комментарии Крэйвена, Маддалены и Люссье
- Неудачные дубли (6:34)
- Короткометражный фильм «Behind The Scenes» (6:20)
- Музыкальное видео группы Creed на песню «What If»
- Театральный ролик (1:26)
- Международный трейлер (1:39)
- ТВ-ролики (5:46)

«Крик 3» в России выпускала по лицензии на VHS и DVD компания «West Video» — издание имеет анимированное меню с быстрым доступом к любой сцене фильма; также присутствуют английская дорожка, русские и украинские субтитры и дополнительные материалы — фильм о съёмках, удалённые сцены, трейлеры на двух языках (английский и русский) и несколько музыкальных видеоклипов. На Blu-ray фильм в России не издавался.

## Связи и отсылки
- Скандальное шоу Коттона Уири называется «Стопроцентный Коттон» (англ. 100% Cotton) — это игра слов: «коттон» по-английский «хлопок»[108].
- На видео, которое Ренди записал незадолго до своей гибели в «Крике 2», он озвучивает несколько правил третьей части — которая оказывается завершением трилогии[109]:
  - Раскроется неожиданный поворот с неизвестным фактом из прошлого.
  - Убийца может оказаться сверхчеловеком, и его будет практически невозможно убить.
  - Любой персонаж — включая главных героев — может погибнуть в этой части.
  - Прошлое найдёт героев и уничтожит их.
- Постер постановки «Падение Трои», в котором играла Сидни в «Крике 2», висит в её доме рядом с дверью[110].
- На съёмочной площадке «Удара ножом 3» Дженнифер носит тот же зелёный костюм, что и Гейл в первом фильме[111].
- Жалобы актёров «Удара ножом 3» о том, что невозможно выучить диалоги, так как сценарий всё время переписывается — внутренняя шутка создателей фильма, вынужденных также постоянно менять текст, чтобы избежать утечки сюжета в Интернет[110].
- Сидни носит кулон с буквами мужского греческого братства — его ей подарил бывший парень Дерек, погибший от рук маньяка в «Крике 2»[112].
- Милтон называет Гейл Лоис Лейн, а Дженнифер — Нэнси Дрю; оба имени происходят из литературы (комиксов DC и серии детективных романов для подростков, соответственно) и стали нарицательными: так часто называют непористых, уверенных женщин, ведущих журналистское или детективное расследование[113].
- Персонажи Эмили Мортимер и Паркер Поузи (Анджелина Тайлер и Дженнифер Джоли) получили свои имена в честь актрис, встречавшихся с Бредом Питтом — Анджелины Джоли и Дженнифер Энистон; в одной из сцен Гейл упоминает неудачный роман Дженнифер с Питтом[114][115].
- Постер группы Creed, записавшей несколько песен для фильма и спродюсировавшей альбом-саундтрек, висит в декорациях комнаты Сидни на съёмочной площадке студии «Sunrise»[110].